# Slaget ved Stainmore
Slaget ved Stainmore var et slag, der sandsynligvis blev udkæmpet mellem jarldømmet Bernicia, ledet af Oswulf, og tropper fra den sidste nordiske konge af Jórvík (York), Erik Blodøkse. Ifølge Frank Stenton resulterede slaget i Erik Blodøkse blev dræbt af Maccus, Oswulfs søn, og kongeriget Jórvík blev opløst og integreret i Bamburghs områder som en del af jarldømmet Northumbria.